# Вулиця Лева Броварського
Ву́лиця Лева Брова́рського — вулиця в Сихівському районі міста Львова, у місцевості Боднарівка. Пролягає від вулиці Вернадського до Львівської кільцевої дороги. Прилучається проїзд до вулиці Карла Мікльоша.

## Історія та забудова
Вулицю проклали у 2011 році при будівництві стадіону «Арена Львів». Спочатку вона мала назву Проектна 8, а згідно з ухвалою Львівської міської ради від 24 травня 2012 року № 1496 дістала назву вулиця Лева Броварського, на честь львівського футболіста і тренера Лева Броварського.
Станом на 2019 рік житлова забудова вулиці Лева Броварського не починалася. Наприкінці вулиці розташований комплекс стадіону «Арена Львів», який був збудований для проведення матчів чемпіонату Європи з футболу «Євро-2012» і відкритий 29 жовтня 2011 року.